# Multiman
Kim Møller Elsberg, bedre kendt under navnet Multiman, er en dansk/amerikansk sangskriver  og producer født i København.
Han har arbejdet for, produceret for og remixet for navne som Nelly, Flo Rida, Talib Kweli, Backstreet Boys, Randy Crawford, engelske Blue og Ruff Endz.
Han skrev en af de mest spillede sange i 2003/2004 i Danmark, "Every little part of me" for Julie som solgte 4 x platin og holdt pladsen som nummer 1 på de danske hitlister i mere end 18 uger i træk..
Var eksklusiv producer og sangskriver på Texas R&B sanger Brandon Beals album "Comfortable" udgivet Juli 2008 via MMG INC

## Discografi For Sangskriver, Komponist & Producer MultiMan
| År   | Single                      | Album                            | Artist                  | Bidrag af MultiMan     | Noter                                                                                                   | Officielt Katalog Nummer   | Land Of Origin |
| ---- | --------------------------- | -------------------------------- | ----------------------- | ---------------------- | --- | -------------------------- | -------------- |
| 2010 | Go                          | 5.0                              | Nelly                   | Writer/Producer        | featuring Talib Kweli & Ali                                                                             | UPC: 602527535425          | United States  |
| 2010 | I Fall In Love              | (Single)                         | Brandon Beal            | Writer/Producer        | | UPC: 859704683282          | United States  |
| 2010 | Dancing Fo Me               | (Single)                         | J. Lewis                | Writer/Producer        | Featuring Flo Rida                                                                                      | Interscope                 | United States  |
| 2009 | Unlove You                  | (Single)                         | Brandon Beal            | Writer/Producer        | | USTC90990209               | United States  |
| 2008 | (Album)                     | Comfortable                      | Brandon Beal            | Writer/Producer        | | MMG 859700749036           | United States  |
| 2008 | Country Love                | (Single)                         | Brandon Beal            | Writer/Producer        | | USTC40824011               | United States  |
| 2007 | I Don't Wanna See You Again | (Single)                         | Brandon Beal            | Writer/Producer        | | USTC10726781               | United States  |
| 2006 | Grown                       | (Single)                         | Brandon Beal            | Writer/Producer        | | USTC10671714               | United States  |
| 2003 | Every little part of me     | Home                             | Julie                   | Sangskriver            | nummer 1 6 uger i træk på de danske airplay charts, solgte 4 x Platinum, \|align="center"\| #EMI 551796 | Danmark                    |                |
| 2001 | Invitation                  | One Love                         | Blue                    | Sangskriver            | Album nummer 1 på UK Charts                                                                             | # CDSN11.07243 5 43943 2 4 | Storbritannien |
| 2001 | Here on earth               | Supersonic                       | Shola Ama               | Sangskriver/Producer   | - | #                          | Storbritannien |
| 1999 | Merry go round              | Play Mode                        | Randy Crawford          | Sangskriver            | - | # WEA 8573 85125-2         | USA            |
| 2001 | Untouchables                | Toya                             | Toya                    | Sangskriver/Producer   | 400.000 singles and albums solgt i USA                                                                  | # Arista 07822-14697-2     | USA            |
| 2002 | Bigger                      | Someone to love you              | Ruff Endz               | Sangskriver/Guitarist  | - | # Epic 85691               | USA            |
| 2001 | Moving On                   | All sides                        | LMNT                    | Sangskriver/Producer   | - | # Atlantic 83541           | USA            |
| 1998 | Everybody MultiMan Remix    | Everybody (Backstreet's Back)    | Backstreet Boys         | Remixer/remix producer | - | # Jive 0516762             | USA            |
| 2000 | Told You                    | Told You                         | Latin.Com               | Sangskriver            | Top 10 single i Spanien                                                                                 | # Polydor 0601215801729    | Spanien        |
| 2000 | Call 4 me                   | K-otic                           | K-Otic with singer Sita | Sangskriver            | Solgte Platinum & guld                                                                                  | # Zomba 9241182            | Holland        |
| 1998 | Misconception               | Christina                        | Christina               | Sangskriver/Producer   | Album solgte guld i Danmark                                                                             | # UMD 85080                | Danmark        |
| 1998 | Love takes two              | Christina                        | Christina               | Sangskriver/Producer   | Album solgte guld i Danmark                                                                             | # UMD 85080                | Danmark        |
| 1998 | Did you reach for me        | Christina                        | Christina               | Sangskriver/Producer   | Album solgte guld i Danmark                                                                             | # UMD 85080                | Danmark        |
| 1997 | Love takes two              | Love takes two – remix           | You know who            | Sangskriver/Producer   | Album soglte Platin                                                                                     | # UMD 85029                | Danmark        |
| 1997 | Love takes two              | You Know Who                     | You Know Who            | Sangskriver/Producer   | Album soglte Platin                                                                                     | # UMD 85025                | Danmark        |
| 2000 | Reach 4 me                  | Reach 4 me                       | Johnny Logan            | Sangskriver            | Album solgte platin                                                                                     | # Epic 502022 2            | Danmark        |
| 2000 | I wanna go back             | Miracle                          | S.O.A.P.                | Sangskriver            | Album solgte guld                                                                                       | # Sony Music 498334 2      | Danmark        |
| 2000 | Give it all U got           | Miracle                          | S.O.A.P.                | Sangskriver            | Album solgte guld                                                                                       | # Sony Music 498334 2      | Danmark        |
| 1997 | Don’t look back             | Don’t look back                  | Bikini                  | Sangskriver/Producer   | - | # ERE 012837-2/0128372     | Danmark        |
| 1997 | You are everything          | Everything is you                | Charlene Smith          | Sangskriver            | - | # Indochina 058            | Storbritannien |
| 2000 | Sometimes                   | Mukupas Law                      | Miss Mukupa             | Sangskriver/Producer   | Dansk Rapper                                                                                            | # Sony Music 497426 2      | Danmark        |
| 2000 | Bitch 4 real                | Mukupas Law                      | Miss Mukupa             | Sangskriver/Producer   | Dansk Rapper                                                                                            | # Sony Music 497426 2      | Danmark        |
| 2000 | Mukupas Law                 | Mukupas Law                      | Miss Mukupa             | Sangskriver/Producer   | Dansk rapper                                                                                            | # Sony Music 497426 2      | Danmark        |
| 1999 | Remember me                 | Stick Around                     | Ann Louise              | Sangskriver            | - | # MRCD 3410                | Danmark        |
| 1999 | I care 4 U                  | Stick Around                     | Ann Louise              | Sangskriver            | - | # MRCD 3410                | Danmark        |
| 1999 | Venus                       | Camilot                          | Camilot                 | Producer               | - | # Universal 542 137 -2     | Danmark        |
| 1999 | Black is Black              | Camilot                          | Camilot                 | Producer               | - | # Universal 542 137 -2     | Danmark        |
| 1997 | You’re the hero of my heart | Fairy Tales                      | Tiggy                   | Sangskriver/Producer   | Album solgte guld                                                                                       | # EMI 8564722              | Danmark        |
| 1998 | Into my world               | Sko                              | Søren Sko               | Sangskriver            | - | # Polydor 557 706 2        | Danmark        |
| 1998 | I ain’t got no problems     | I ain’t got no problems (single) | Søren Sko               | Remixer                | Remix af MultiMan & CMN & Tue Roh                                                                       | # EMI 8682042              | Danmark        |
| 1997 | Blue Marlin                 | Alone in the desert              | Little Jam              | Sangskriver/Producer   | - | # EMI 8568812              | Danmark        |